# Itapeva, São Paulo
Itapeva là một đô thị ở bang São Paulo của Brasil. Đô thị này nằm ở vĩ độ 23º58'56" độ vĩ nam và kinh độ 48º52'32" độ vĩ tây, trên khu vực có độ cao 684 m. Dân số năm 2004 ước tính là 117.639 người. Đô thị này có diện tích 1826,7 km².

## Lịch sử
Thành phố này được thành lập dưới dạng một ngôi làng vào đầu thế kỷ 18.

## Thông tin nhân khẩu
Dữ liệu dân số theo điều tra dân số năm 2000
Tổng dân số: 117.863
- Dân số thành thị: 77.954
- Dân số nông thôn: 30.916
  - Nam giới: 47.010
  - Nữ giới: 49.856

Mật độ dân số (người/km²): 45,36
Tỷ lệ tử vong trẻ sơ sinh dưới 1 tuổi (trên một triệu người): 26,04
Tuổi thọ bình quân (tuổi): 66,54
Tỷ lệ sinh (số trẻ trên mỗi bà mẹ): 2,76
Tỷ lệ biết đọc biết viết: 90,48%
Chỉ số phát triển con người (HDI-M): 0,745
- Chỉ số phát triển con người - Thu nhập: 0,692
- Chỉ số phát triển con người - Tuổi thọ: 0,692
- Chỉ số phát triển con người - Giáo dục: 0,852

(Nguồn: IPEADATA)

## Sông ngòi
- Sông Apiaí-Guaçu
- Sông Taquari
- Sông Pirituba
- Sông Taquari-Mirim
- Sông Taquari-Guaçu

## Các xa lộ
- SP-249
- SP-258 Rodovia Francisco Alves Negrão